# Pabstorf
Pabstorf is een plaats en een voormalige gemeente in de Duitse deelstaat Saksen-Anhalt. De plaats maakt als Ortsteil sinds 2002 deel uit van de gemeente Huy in de Landkreis Harz.
Pabstorf telt 642 inwoners.